# Nella Nobili

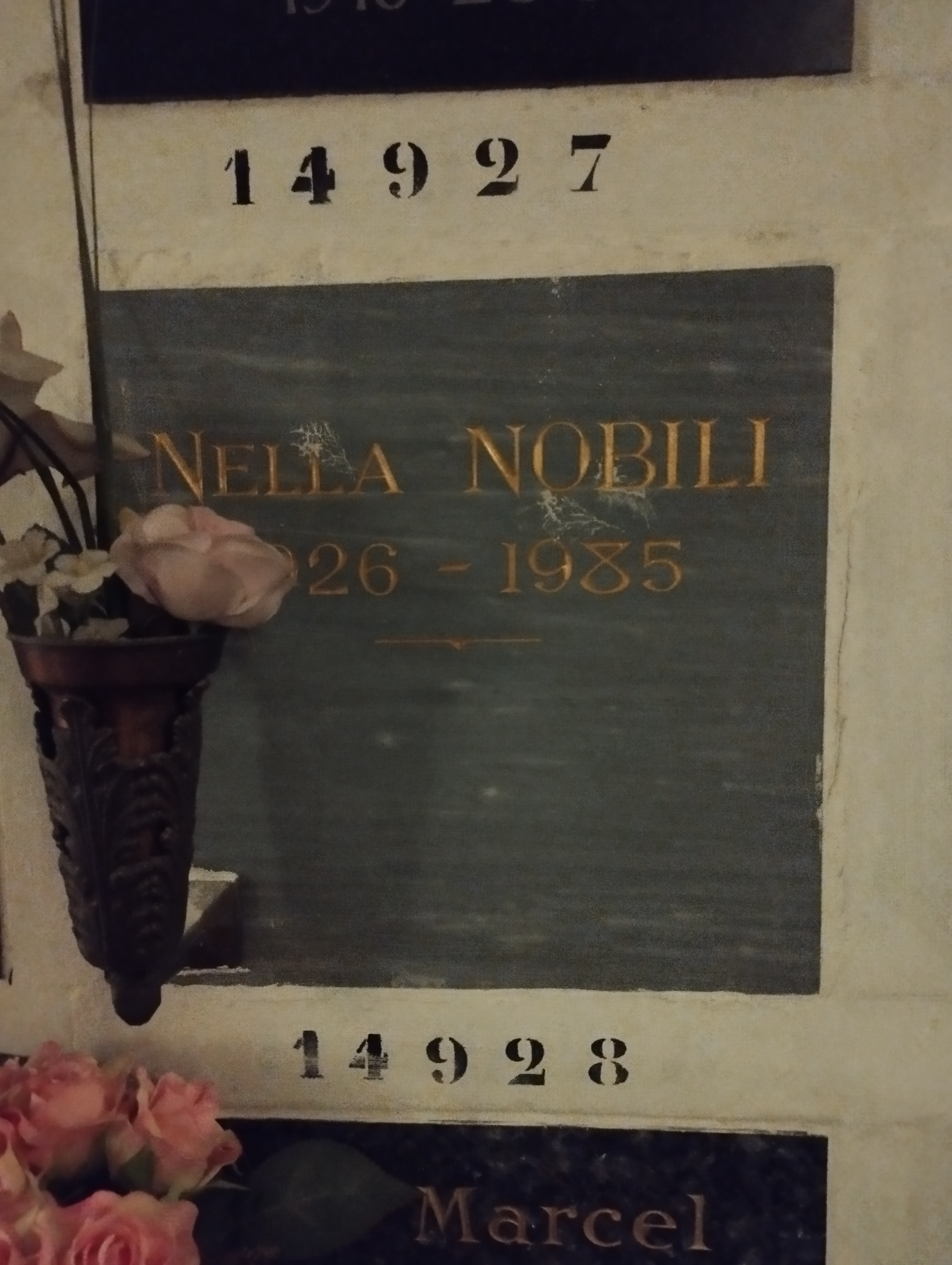
Lapide di Nella Nobili

Nella Nobili (Bologna, 6 gennaio 1926 – Cachan, 14 luglio 1985) è stata una poetessa italiana naturalizzata francese riconosciuta come una delle voci più autentiche della letteratura proletaria e della poesia lesbica del XX secolo.

## Biografia
Nata in una famiglia di umili origini nel quartiere Pontevecchio di Bologna, Nella Nobili iniziò a lavorare a soli dodici anni in un laboratorio di ceramica. A quattordici anni, durante il periodo fascista, divenne soffiatrice di vetro in una fabbrica di medicinali. Nonostante le difficoltà economiche e l'assenza di incoraggiamento familiare verso gli studi letterari, sviluppò una profonda passione per la poesia, alimentata dalla lettura di libretti d'opera e opere di autori come Salgari, Dumas e Carducci, grazie ai prestiti di un vicino di casa.
Nel 1949 si trasferì a Roma, dove entrò in contatto con ambienti artistici e letterari antifascisti, stringendo amicizie con personalità come Elsa Morante e Michel Ragon. Tuttavia, delusa dall'essere etichettata come "poetessa-operaia", decise di trasferirsi a Parigi nel 1953. Nella capitale francese, oltre a dedicarsi alla scrittura, si reinventò come artigiana, creando miniature artistiche con una tecnica di fusione a freddo da lei ideata.
Negli anni '60 iniziò a scrivere in francese, pubblicando opere che esploravano temi legati al lavoro in fabbrica e all'amore lesbico. Tra queste, "La jeune fille à l'usine" (1978) e "Les femmes et l'amour homosexuel" (1979), quest'ultima coautrice con Édith Zha. Nonostante il riconoscimento letterario, affrontò critiche dolorose, come quelle di Simone de Beauvoir, che giudicò la sua scrittura "goffa" e "improvvisata". Questo giudizio la segnò profondamente.
Nella Nobili si tolse la vita il 14 luglio 1985 a Cachan, lasciando un'eredità letteraria che continua a essere riscoperta e apprezzata.

## Opere principali
- I quaderni della fabbrica (1948)
- Poesie: 1946-1948 (1949)
- La jeune fille à l'usine (1978)
- Les femmes et l'amour homosexuel (1979), con Édith Zha
- Douze poèmes de deuil (1980)
- Les immaternelles (1981)
- Ho camminato nel mondo con l'anima aperta (2018, postumo)
- Histoire d'amour (2022, postumo)

## Eredità
Le opere di Nella Nobili sono state in parte tradotte da Marie-José Tramuta, professoressa all'Università di Caen Normandia. I suoi archivi sono conservati presso l'Institut Mémoires de l'Édition Contemporaine. Nel settembre 2018, le sue composizioni sono state lette e interpretate da Drusilla Foer durante l'evento "Il Tempo delle Donne" organizzato dal Corriere della Sera alla Triennale di Milano.